# 新耳草
新耳草（学名：Neanotis thwaitesiana），为茜草科新耳草属下的一个种。

## 扩展阅读
維基物種上的相關：新耳草